# Michele Soavi
Michele Soavi (Milán, 3 de julio de 1963) es un cineasta, guionista y ocasional actor italiano, conocido principalmente por trabajar dentro del género del terror junto a directores como Dario Argento y Lucio Fulci. Entre sus obras más destacadas se encuentran las películas Deliria (1987), La chiesa (1989), Dellamorte Dellamore (1994) y The Goodbye Kiss (2006).

## Filmografía

### Como director
- El mundo de horror de Dario Argento (1985)
- The Valley (1985)
- Deliria (1987)
- La chiesa (1989)
- La secta (1991)
- Dellamorte Dellamore (1994)
- Ultimo 2 - La sfida (1999)
- Uno bianca (2001)
- Il testimone (2001)
- St. Francis (2002)
- Ultima pallottola (2003)
- Ultimo 3 - L'infiltrato (2004)
- The Goodbye Kiss (2006)
- Political Target (2006)
- Nassiryia - Per non dimenticare (2007)
- Blood of the Losers (2008)
- Adriano Olivetti: La forza di un Sogno (2013)
- Sfida al cielo - La narcotici 2 (2015)
- Rocco Chinnici (2017)
- The Legend of the Christmas Witch (2018)